# Skrvenica
Skrvenica (izvirno srbsko Скрвеница, bolgarsko Скървеница) je naselje v Srbiji, ki upravno spada pod Občino Dimitrovgrad; slednja pa je del Pirotskega upravnega okraja.

## Demografija
V naselju živi 32 polnoletnih prebivalcev, pri čemer je njihova povprečna starost 68,3 let (65,8 pri moških in 70,7 pri ženskah). Naselje ima 18 gospodinjstev, pri čemer je povprečno število članov na gospodinjstvo 1,78.
To naselje je v glavnem bolgarsko (glede na popis iz leta 2002).
|  |

| Demografija | Demografija     | Demografija     |
| Leto        | Št. prebivalcev | Št. prebivalcev |
| ----------- | --------------- | --------------- |
|             |                 |                 |
|             |                 |                 |
|             |                 |                 |
|             |                 |                 |
| 1948        | 413             |                 |
| 1953        | 396             |                 |
| 1961        | 327             |                 |
| 1971        | 213             |                 |
| 1981        | 102             |                 |
| 1991        | 61              | 61              |
| 2002        | 32              | 32              |
|             |                 |                 |

| Etnična sestava po popisu iz leta 2002 | Etnična sestava po popisu iz leta 2002 | Etnična sestava po popisu iz leta 2002 | Etnična sestava po popisu iz leta 2002 | Etnična sestava po popisu iz leta 2002 |
| -------------------------------------- | -------------------------------------- | -------------------------------------- | -------------------------------------- | -------------------------------------- |
| Bolgari                                | Bolgari                                |                                        | 30                                     | 93,75%                                 |
| Jugoslovani                            | Jugoslovani                            |                                        | 1                                      | 3,12%                                  |
| Neznano                                | Neznano                                |                                        | 0                                      | 0,0%                                   |